# Los Piratas (Bellewaerde)
Los Piratas était un parcours scénique de type barque scénique du parc d'attractions belge Bellewaerde, en fonction de 1991 à 2012.

## Description et synopsis

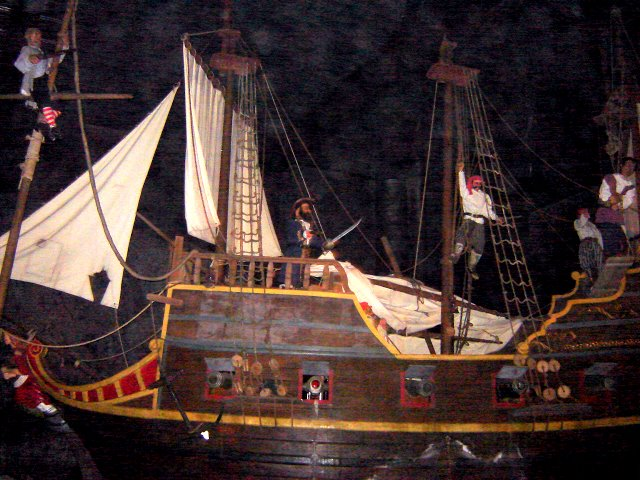
Avant dernière scène, le Combat naval.

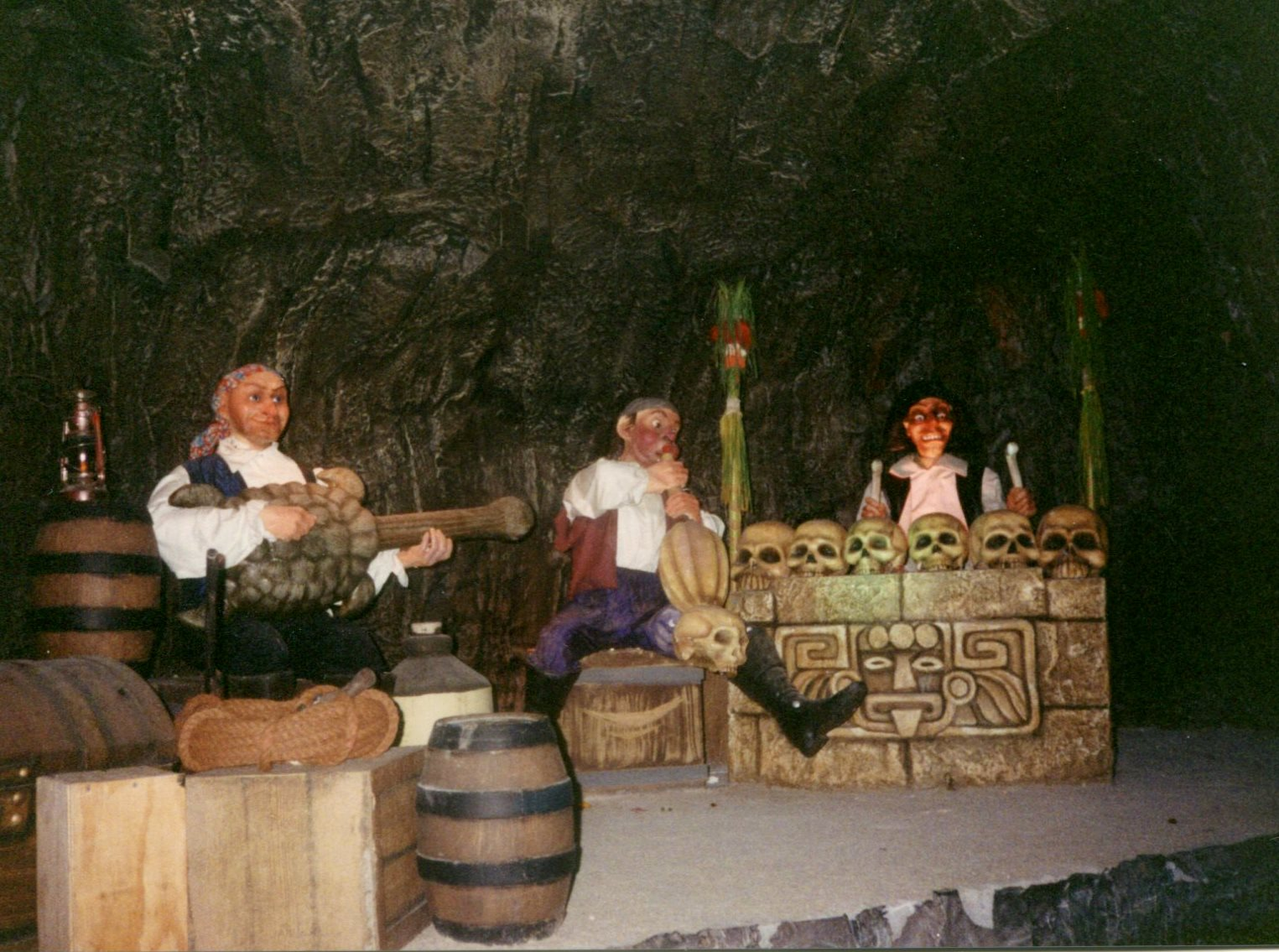
Dernière scène, Musiciens célébrant leur victoire.

Los Piratas propose aux visiteurs un voyage aventureux dans un fort espagnol des Caraïbes au milieu des pirates. Cette attraction de type barque scénique ouvre ses portes en 1991. Elle est située au bord de la Plaza Mexicaine, dans la section Mexique qui occupe la partie orientale du parc, près de la deuxième entrée ainsi que du parking C. Son thème est la piraterie à l'image des Pirates of the Caribbean des parcs Disney. La superficie totale du bâtiment est de 3 805 m2, avec une hauteur de neuf mètres. Cet aspect extérieur est inspiré de l'aspect extérieur de la version de Pirates of the Caribbean au Magic Kingdom. L'entrée de l'attraction est surmontée par une enseigne.
Un grand flibustier évoquant la piraterie est représenté au-dessus de celle-ci. Le parcours scénique prend place dans un bâtiment dans lequel est construit un canal doté d'une petite chute. Celui-ci est le parcours emprunté par les bateaux. Les passagers répartis sur quatre rangées de quatre places découvrent neufs tableaux où effets spéciaux et cinquante-cinq animatroniques sont au rendez-vous.
L'histoire se déroule en plusieurs tableaux, depuis le repas du gouverneur du Mexique et du corsaire John Speedy, en passant par les pillages dans le temple Maya, jusqu'à l'attaque du fort espagnol Cabo Real par les pirates, dont un des squelettes nargue les visiteurs.
Los Piratas possède, comme l'attraction Pirates of the Caribbean à Disneyland Paris et en raison des intempéries européennes, une file d'attente assez longue et couverte serpentant dans l'attraction. L'ambiance y est sombre. L'ensemble de la file d'attente dans les couloirs de l'attraction, ornés de tableaux représentant des pirates, est légèrement en pente, ce qui permet de se rendre au quai situé au premier étage. En outre, durant ce temps d'attente le visiteur passe devant des tableaux explicatifs de l'attraction en français et en néerlandais.

« Cette attraction vous dévoile, comment, en 1691, le gouverneur du Mexique, avec l'aide du pirate John Speedy essaie de s'approprier le trésor des Mayas… »

« Le Yucatán, péninsule de la côte Est du Mexique, dans la mer des Caraïbes, a été confié au gouverneur Diego Hernandez de Oro par le Roi d'Espagne, qui occupe le pays. Dans la jungle, vivent les Mayas. Expulsés jadis du centre du Mexique par les Aztèques, les Mayas, bâtisseurs de génie, ont édifié des temples remplis d'or et de bijoux. À l'insu du Roi d'Espagne, le gouverneur décide de piller les trésors des Mayas. Il charge son fidèle serviteur Alfonso de ménager une rencontre
avec John Speedy, un pirate de triste réputation. Ensemble, ils ourdissent un complot : les soldats espagnols seront éloignés
du port fortifié de Cablo Real pour en faciliter l'attaque par les pirates. Après un orage épouvantable, les pirates attaquent Cablo Real. Comme prévu, le port tombe comme un fruit mûr entre les mains des pirates, qui mettent la ville à feu et à sang. Alertés par les flammes, les prêtres se tiennent sur leurs gardes. Déguisés en fantômes, ils montent une embuscade
et capturent les pirates et leur chef. John Speedy dénonce son complice le vice-roi. Tous deux sont condamnés à mort par le Roi d'Espagne et pendu haut-et-court. Libérés des pillards, les Mayas fêtent leur victoire des jours durant. »

### Parcours
Une fois assis dans le bateau, le passager passe devant une première scène où un pirate se trouve devant un homme en train d'écrire sur un pupitre. Après, le bateau passe devant le gouverneur du Mexique et le corsaire John Speedy prenant leur repas dans un fort espagnol au décor rouge foncé. Ensuite le bateau sort de l'eau, il monte en fait sur des rails. Pendant l'ascension, le passager voit deux hommes fondant des lingots d'or. La descente qui suit symbolise un tourbillon tornade et amène l'embarcation dans la partie principale de l'attraction, située au rez-de-chaussée. Les passagers découvrent la scène de la tempête. Deux navires y sont échoués et un volcan est en éruption sous les éclairs qui zèbrent un ciel nocturne. Derrière la muraille de la ville de Cabo Real, le tableau suivant dépeint cette ville des tropiques dévastée et incendiée par les pirates où règne la panique. Les habitants essaient de sauver ce qu’ils peuvent et une guerre éclate entre nombre d'entre-eux. L'esquif passe sous le pont de Cabo Real où a lieu un combat à l'épée. Le curé sonne les cloches de l'église pour annoncer le drame.
Les tableaux suivants montrent les pirates envahissants les salles d'un temple Maya. La première de ces scènes est la trésorerie habitée par un corsaire devant son butin. Derrière lui, une momie Maya se redresse dans sa tombe. L'embarcation passe ensuite devant de nombreux pirates pillant des trésors enfouis dans des sarcophages. L'esquif sort du temple et longe la façade de celui-ci, agrémentée d'idoles, dont l'une crache du feu. C'est alors que les esprits du temple, symbolisés par le feu, se rebellent et des fantômes apparaissent pour chasser les pirates et leur donner une correction. Ceux-ci prennent alors la fuite, en essayant d'emporter des munitions.
Le bateau pénètre alors dans l'avant-dernière scène de l'attraction, le combat naval pendant lequel le fort espagnol est attaqué par les pirates. Le vaisseau des corsaires situé sur la droite bombarde le fort situé à gauche avec ses canons. Les soldats du fort riposte avec les mêmes armes. Enfin, le bateau passe dans une grotte où se trouve le squelette riant d'un pirate qui nargue les visiteurs. De l'autre côté de la rive, la scène des musiciens célébrant leur victoire est habitée par trois pirates jouant de la musique, avec, pour le premier, une guitare fabriquée avec une carapace de tortue marine, pour le second, une grande flûte à l'extrémité de laquelle est fixé un crâne humain et pour le troisième, un xylophone composé de crânes humains. Ensuite, le bateau rejoint le quai.

## Histoire
Avec la construction du parc Euro Disneyland dès août 1988, Luc, Éric et Carlo Florizoone, propriétaire Bellewaerde décide de créer une nouveauté d’envergure dans leur parc. Pirates of the Caribbean de la société américaine est le modèle sur lequel s'inspire la future attraction. Pour mener à bien cette réalisation et sa scénographie, le parc yprois s'associe avec l'entreprise anglaise Space Leisure,,, spécialisée dans la conception, la création architecturale à thème et la construction d'animatroniques. Le constructeur du système de transport est Mack Rides, les entreprises de construction Alheembouw, Deswebo et Hancke sont responsables des structures du bâtiment.

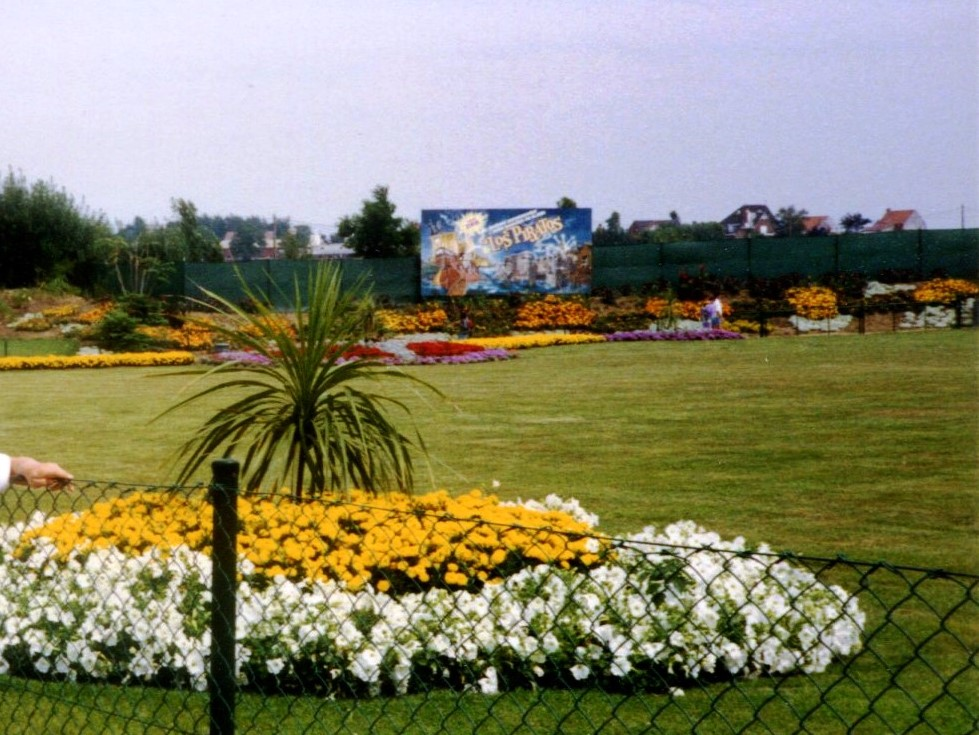
Construction de Los Piratas, 1990.

En 1990, le parc d'attractions britannique Drayton Manor inaugure Pirate Adventure. Construit également par le tandem Mack Rides et Space Leisure, ce parcours scénique est presque identique à ce que sera Los Piratas. Pirate Adventure est inaccessible dès 2015 et ferme définitivement en 2017. Lors de l'été 1990, les visiteurs de Bellewaerde assistent aux travaux de la nouveauté 1991, l'attraction la plus chère du parc avec 3,75 millions d'euros,,, encore appelée Los Piratos sur l'affiche la représentant.
Le 22 novembre 1990, Bellewaerde est absorbé par le groupe Walibi,,. Walibi émet des actions à hauteur de la valeur de Bellewaerde et celles-ci sont cédées à Luc, Éric et Carlo Florizoone en échange du parc yprois. Ceux-ci sont intégrés à la direction du groupe. En 1992, année de l'ouverture d'Euro Disneyland, Walibi inaugure pour le plus grand investissement de son histoire un train de la mine à l'image de Big Thunder Mountain des parcs Disney. L'idée de construire ces montagnes russes à Wavre remonte en 1989.
Los Piratas accueille ses premiers passagers en 1991,.

## Techniques
Sur une longueur de 250 mètres et avec une vitesse de 0,5 mètre par seconde, les douze bateaux parcourent deux bassins avec 600 mètres de murs imperméables en béton armé de 20 cm d'épaisseur qui contiennent environ deux millions de litres d'eau. La différence de hauteur entre les deux bassins est de 3,7 mètres. Trente pompes d'une capacité de 1,2 kilowatt-heure chacune créent le courant du canal.
Dans la scène où les fantômes des pirates apparaissent pour donner une correction aux pilleurs de sarcophages, la technique utilisée est la même que pour la scène de la salle de bal des Haunted Mansion/Phantom Manor des Parcs Disney, c'est-à-dire la technique dite du fantôme de Pepper (Pepper's ghost) inventée pour les besoins du cinéma. La salle contenant les vrais animatroniques est décorée avec les accessoires désirés et est montrée au public. Une vitre placée en oblique sépare la salle en deux et offre une surface de réflexion. Au-dessus de cette salle, d'autres animatroniques, les fantômes sont placés comme s'ils étaient dans la salle mais de façon symétrique. Ici ce sont des animatroniques éclairés par intermittence pour simuler leur apparition et disparition. L'image des personnages est réfléchie sur la paroi vitrée.
Dans la scène de l'attaque du fort, les effets aquatiques du tir au canon sont réalisés avec des spots de lumière ainsi que de l'air comprimé. Les effets sonores sont entièrement numériques et contrôlés par ordinateur. Les mouvements des personnages sont rendus possibles par de l'air comprimé via des valves commandées par ordinateur. L'air comprimé est fourni par un compresseur avec un débit de 5,88 mètres carrés par minute à 7,5 bars. La puissance totale requise est de 125 kilowattheures. Les marionnettes de l'attraction se meuvent avec une technologie voulant imiter celle des audio-animatronics Disney mais sans toutefois l'égaler. Le principe vient des animatroniques, des robots recouverts d'une « peau » afin de leur donner une apparence vivante, et commandés par différentes systèmes : câbles, vérins ou moteurs. En cas de panne de courant, l'unité d'urgence démarre automatiquement.

## Données techniques
- Capacité : 12 bateaux de 4 rangées de 4 places[5]
- Capacité par heure : 1 500 personnes[5]
- Nombre d'animatroniques : environ 55 ainsi que plusieurs objets animés
- Chute : 1, sur rail
- Ascenseur : après le débarquement, retour au quai, non accessible aux visiteurs
- Nombre de bâtiments : 1
- Nombre d'étages : 2 
  - Quai et introduction à l'étage
  - Main show au rez-de-chaussée
- Durée de l'attraction : 7 min 33 s[5]

## Reconversion
Après l'avoir annoncé, le parc ferme l'attraction à partir du premier week-end de septembre 2012. Divers éléments composants les scènes de Los Piratas sont alors récupérés pour être réutilisés lors d'événements saisonniers du parc d'attractions.
Le 14 septembre, Bellewaerde Park annonce que Los Piratas sera remplacé par un nouveau parcours de montagnes russes enfermées, Huracan, qui ouvre ses portes le 30 mars 2013 dans le même bâtiment.